# Giangiacomo Pigari

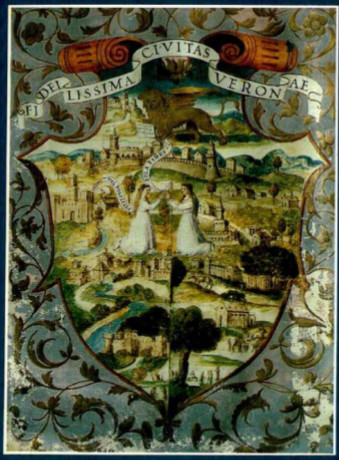
Miniatura presente nel Privilegia et iura Communitatis et Hominum Vallis Pulicellae

Giangiacomo Pigari (Negrar, 1553 – 1610 circa) è stato un poeta, scrittore e giurista italiano nato nella Repubblica di Venezia.

## Biografia
Fino al 1588 rimase nel paese natale, Jago frazione di Negrar, dove aveva assunto la carica prima di cappellano e poi di vicerettore della parrocchia. Successivamente si spostò nella vicina città di Verona dove insegnò la lingua latina. Partendo da un codice pergamenico, pubblica nel 1588 il saggio "Privilegia et iura Communitatis et Hominum Vallis Pulicellae", opera fondamentale ancora oggi come fonte primaria per la storia della Valpolicella ed in particolare per il funzionamento del Vicariato della Valpolicella, istituito dai Repubblica di Venezia. Il saggio è accompagnato da una prefazione e una dedica al Vicario della valle Orazio Maran, oltre che da un carme intitolato "Ad Nimphas Pulcellidas". Non si sa con precisione la data della morte, tuttavia si è certi che nel 1608 sia ancora vivo, in quanto compare come giudice in una controversia.